# Константин Ерьоменко
Константин Викторович Ерьоменко (на руски: Константин Викторович Ерёменко) е съветски, руски и украински футболист (по футбол и футзал), заслужил майстор на спорта, сенатор.

## Кариера
Бил е голмайстор на шампионата по футзал на страната 8 поредни сезона. В съветския футбол играе в клубовете „Днипро“ (Днепропетровск, УССР, 1988), „Селенга“ (Улан Уде, РСФСР, 1989), „Трактор“ (Павлодар, Казахска ССР, 1990), „Алга“ (Фрунзе, Киргизка ССР, 1990).
Европейски шампион по футзал за 1999 година. Започва клубната си кариера по минифутбол в „Механизатор“ (1991). Става известен с играта си за МФК Дина Москва (1991 – 2001), за който има над 500 гола. Избран е за най-добър играч по футзал на XX век.
Завършва кариерата си през 2001 година поради открит вроден порок на сърцето. От 2002 година е президент на Минифутболен клуб Динамо Москва. Избран е за първи президент на Суперлигата по мини-футбол на Русия (2003).
През периода 2004 – 2009 година е член (от Воронежка област) на Съвета на федерацията на Федералното събрание на Русия.
Умира от сърдечна недостатъчност на 18 март 2010 година, след като колабира в демонстративен мач.